# Вивільга південна
Вивільга південна (Oriolus larvatus) — вид співочих птахів родини вивільгових (Oriolidae).

## Поширення
Птах гніздиться в більшій частині Африки південніше Сахари від Південного Судану і Ефіопії на півночі до Південної Африки на півдні. Населяє сухі тропічні ліси, особливо зарослі акації та широколисті ліси, і щільні ділянки чагарників, де його можна швидше почути, ніж побачити, незважаючи на яскравість його оперення.

## Опис
Має дуже яскравий зовнішній вигляд з яскраво жовтим забарвленням тіла, що контрастує з чорною головою і тілесного кольору дзьобом.
Птах живиться ягодами та великими комахами, а молодь поїдає гусінь.